# فیات جی.۴۹
فیات جی. ۴۹ (به انگلیسی: Fiat_G.49) یک هواگرد ملخ‌پیشین تک‌موتوره از نوع آموزشی دو سرنشینه ساخت شرکت Fiat است. هواگرد فیات جی. ۴۹ نخستین پروازش را در سپتامبر ۱۹۵۲ میلادی انجام داد. در مجموع، تعداد ۳ فروند از این هواگرد ساخته شده‌است.
طراح این هواگرد، Giuseppe Gabrielli بود.